# Георгий Андреевич (князь дорогобужский)
Георгий (Юрий) Андреевич — шестой князь дорогобужский; сын князя Андрея Дмитриевича, брат князя Осипа Андреевича.
В 1471 году, когда великий князь московский Иван III Васильевич отправился в поход на Новгород и просил помощи у великого князя тверского Михаила Борисовича, Георгий Андреевич по поручению последнего со вспомогательным тверским войском присоединился в Торжке к московскому войску и вместе с Иоанном ходил к Новгороду.